# Gompholobium grandiflorum
Gompholobium grandiflorum là một loài thực vật có hoa trong họ Đậu. Loài này được Sm. miêu tả khoa học đầu tiên.

## Hình ảnh

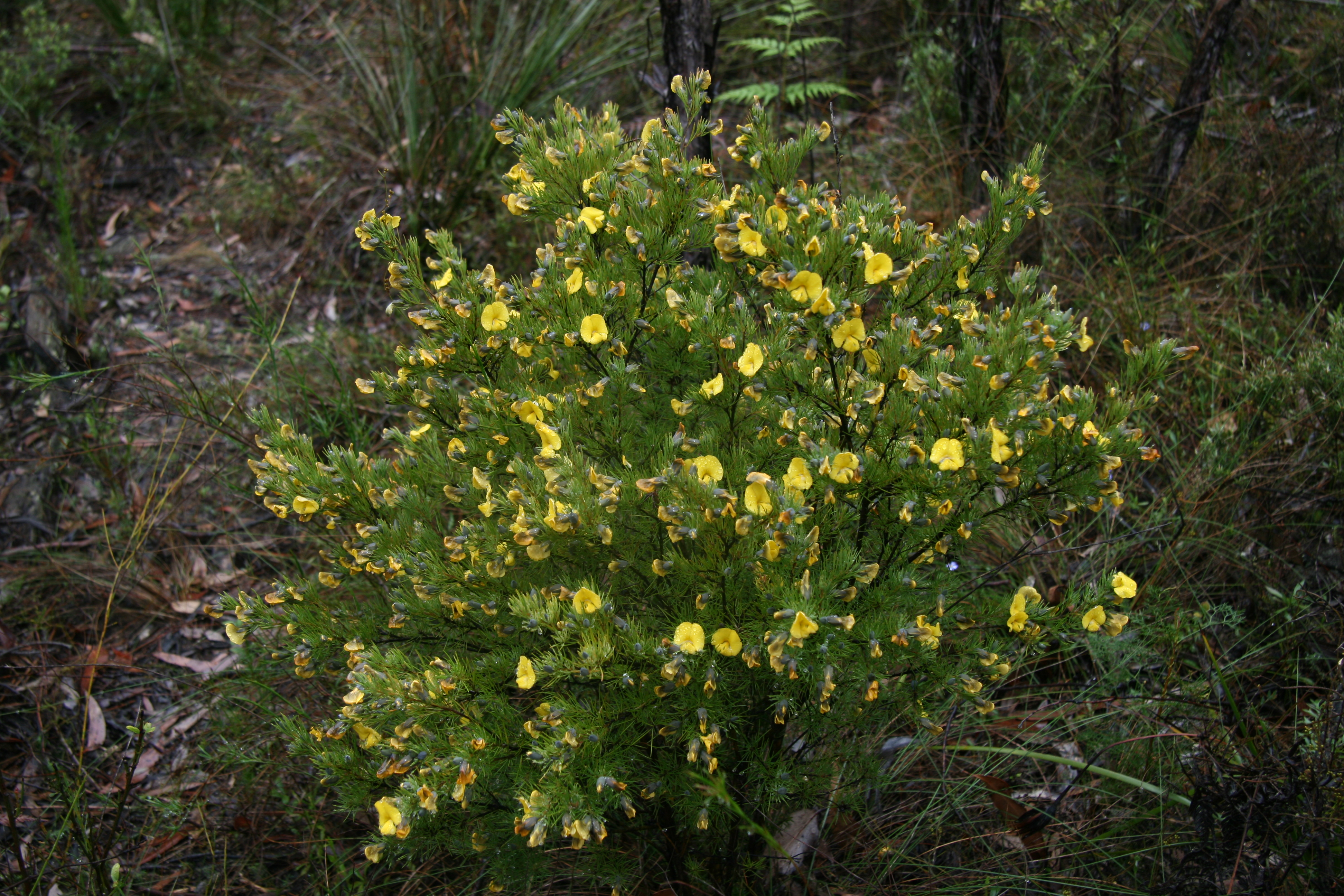
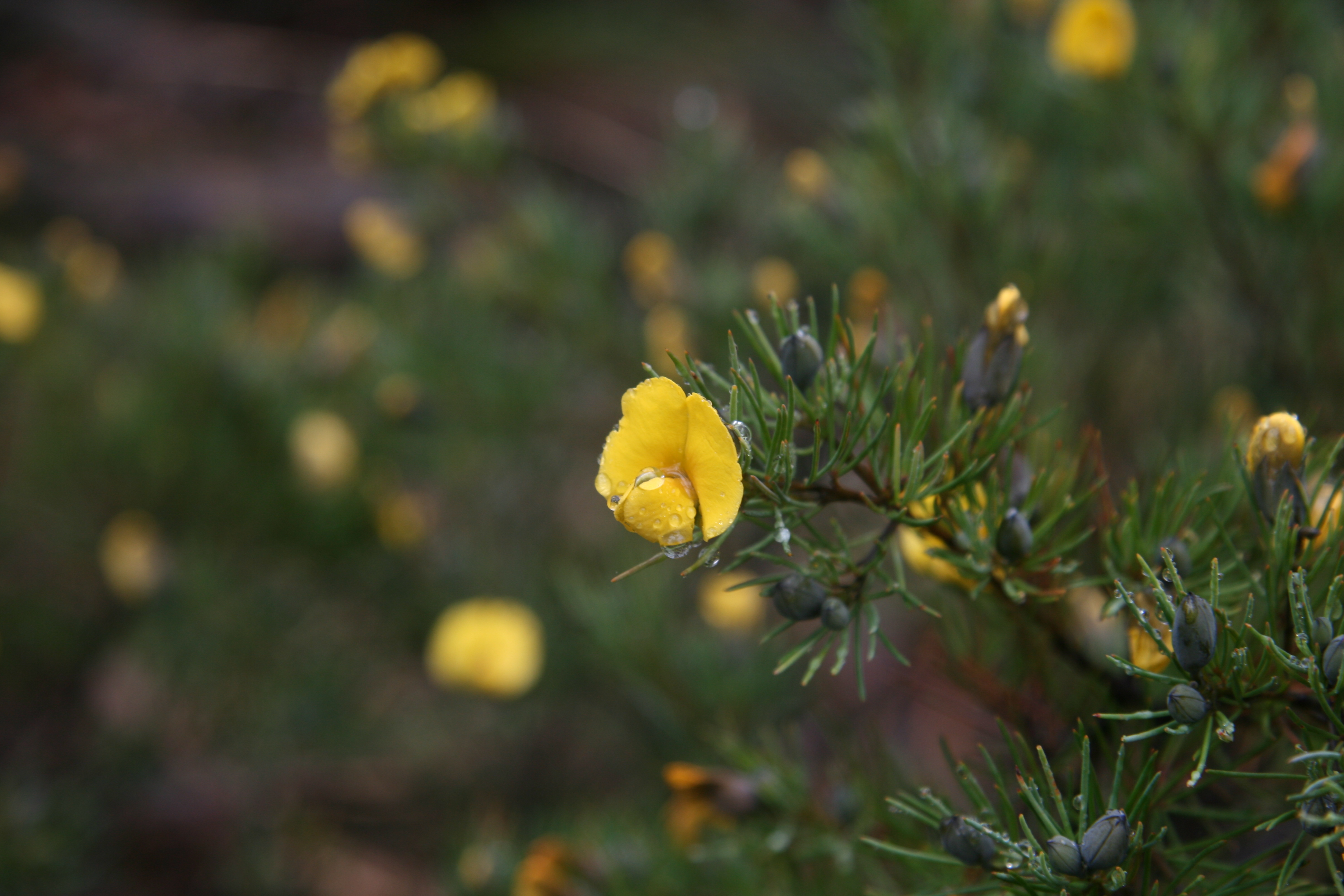
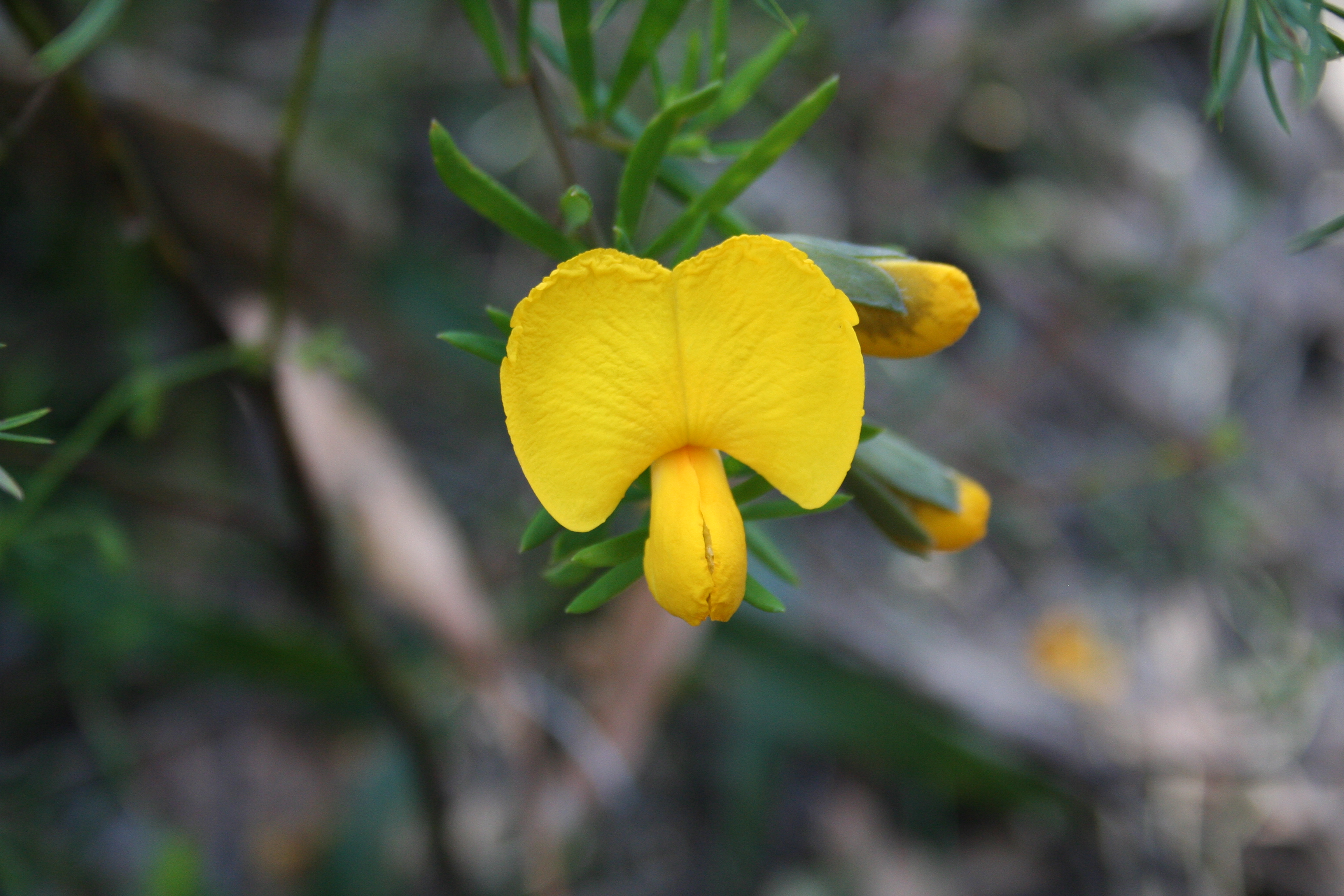
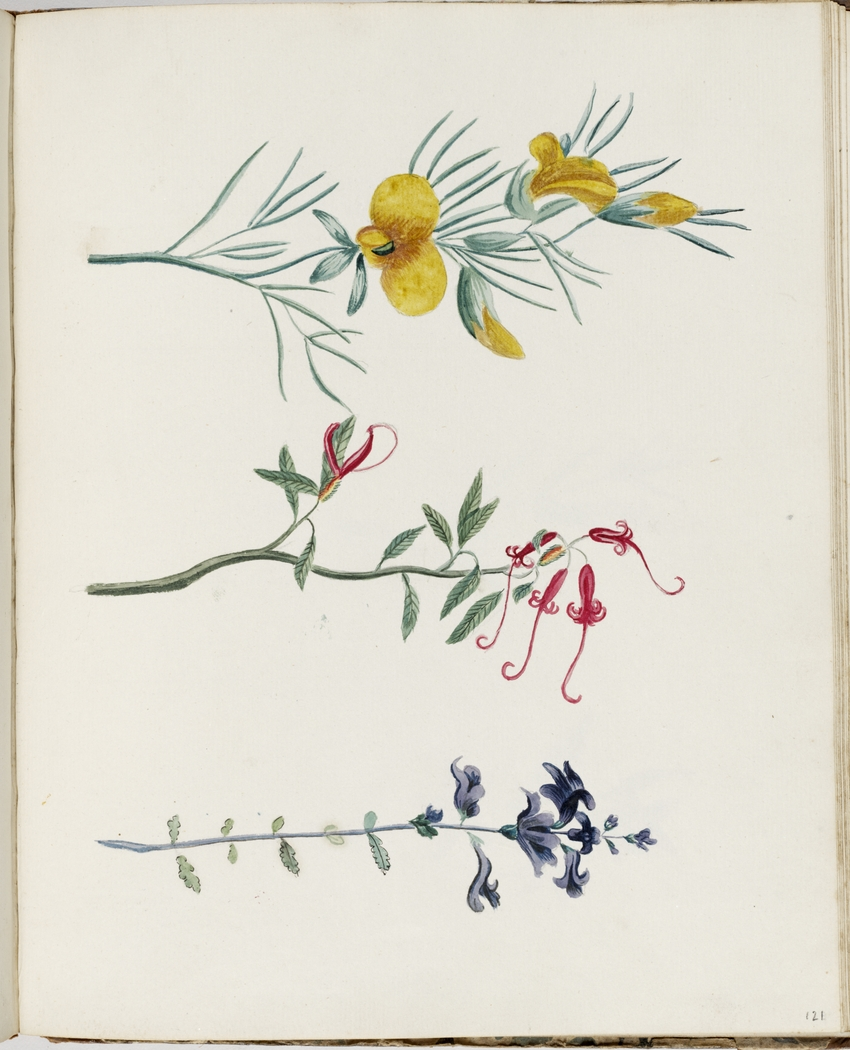